# Best Destination
『Best Destination』（ベスト・デスティネイション）は2010年9月29日にリリースされた貴水博之の2ndベスト・アルバム。発売元はソニー・ミュージックアソシエイテッドレコーズ。

## 概要
1999年以降のシングル「ride on love.」「Believe,」「Super Goddess」「SILENT MOON」の4作とそれぞれのC/W曲である8曲に加え、新録曲3曲（松本俊明による2曲、貴水博之自身が手掛けた1曲）で構成された全11曲。
初回限定盤にはシングルの4作のMV映像を収録したDVDが付属された2枚組仕様。

## 収録曲
全作詞：貴水博之
1. FEEL THIS LOVE（3:51）[1]
  - 作曲：貴水博之
  - 編曲：貴水博之・菅原弘明
  - 新録曲。本作発売決定後に制作された最初の楽曲。
2. サイコウガール（3:32）[1]
  - 作曲：松本俊明
  - 編曲：貴水博之・菅原弘明
  - 新録曲。
3. YOU（5:04）[1]
  - 作曲：松本俊明
  - 編曲：貴水博之・菅原弘明
  - 新録曲。
4. SILENT MOON（4:28）[1]
  - 作曲：YAMACHI
  - 編曲：HΛL
  - 11thシングル。
5. Super Goddess（3:27）[1]
  - 作曲・編曲：春畑道哉
  - 10thシングル。
6. Virgin Lovers（5:14）[1]
  - 作曲・編曲：YAMACHI
  - 11thシングル「SILENT MOON」のC/W曲曲。
7. 哀しませたyesterday（5:25）
  - 作曲・編曲：春畑道哉
  - 10thシングル「Supper Goddess」のC/W曲。
8. Believe,（4:31）[1]
  - 作曲：春畑道哉
  - 編曲：佐久間正英
  - 9thシングル。
9. Be yourself（3:51）[1]
  - 作曲・編曲：春畑道哉
  - 9thシングル「Believe」のC/W曲。
10. only you（4:47）[1]
  - 作曲・編曲：春畑道哉
  - 8thシングル「ride on love」のC/W曲。
11. ride on love.（4:19）[1]
  - 作曲・編曲：春畑道哉
  - 8thシングル。